# Jan Wisłocki
Jan Wisłocki herbu Sas (zm. 1775) – chorąży bydgoski.
Syn Michała Wisłockiego i Anny z d. Fredro. Od 30 sierpnia 1773 roku właściciel części dóbr frampolskich dzięki ślubowi z Anną Butler córką Józefa Butlera.